# Марія Каневська
Марія Каневська (пол. Maria Kaniewska-Forbert; 27 травня 1911 — 11 грудня 2005) — польська актриса театру і кіно, кінорежисерка, режисерка телеспектаклів, режисерка дубляжу, сценаристка.

## Життєпис
Марія Каневська народилася 27 травня 1911 року у Києві. Вона навчалася танцям у Школі художнього танцю, потім навчалася акторській майстерності в Державному інституті театрального мистецтва у Варшаві, який закінчила у 1933 році.  
1933 року дебютувала в театрі у Торуні. Режисерську освіту здобула в Державній вищій театральній школі у Варшаві (диплом про закінчення навчань виданий 1948 року). Актриса театрів у Варшаві, Торуні, Лодзі. Перший польський режисер дублювання (з 1948 року). Марія Каневська працювала режисеркою вистав «Театру телебачення» в 1962—1985 роках.
Померла Марія Каневська 11 грудня 2005 року у Варшаві, похована на варшавському цвинтарі «Старі Повонзкі». 

## Вибрана фільмографія

#### Акторка
- 1946 — Дві години / Dwie godziny — жінка на вокзалі;
- 1947 — Світлі ниви / Jasne Łany — Стаха Сарнова;
- 1948 — Останній етап / Ostatni etap — наглядачка;
- 1951 — Варшавська прем'єра / Warszawska premiera — пасажирка диліжансу;
- 1955 — Три старти / Trzy starty — вчителька співу;
- 1956 — Зимові сутінки / Zimowy zmierzch — торгівка;
- 1957 — Єва хоче спати / Ewa chce spać — Хелютка, буфетниця в барі;
- 1957 — Капелюх пана Анатоля / Kapelusz pana Anatola — господиня прийому;
- 1960 — Чоловік своєї дружини / Mąż swojej żony — готельна прибиральниця;
- 1960 — Піковий валет / Walet pikowy — мати Меланії;
- 1960 — Косооке щастя / Zezowate szczęście — Анастасія Макулец;
- 1965 — Завжди в неділю / Zawsze w niedzielę — мати Бобек;
- 1970 — Абель, твій брат / Abel, twój brat — мати хлопця з цибулею;
- 1970 — Доктор Єва / Doktor Ewa — пані Лодзя, секретарка Савиньска (тільки в 1-й серії);
- 1972 — 150 км на годину / 150 na godzinę — клієнтка;
- 1972 — Розшукуваний, розшукувана / Poszukiwany, poszukiwana — покупець цукру;
- 1977 — Лялька / Lalka — пані Мелітон;
- 1978 — Притулок / Azyl — Козловська;
- 1978 — Що ти мені зробиш, коли зловиш / Co mi zrobisz jak mnie złapiesz — прибиральниця;
- 1985 — Дезертири / C.K. Dezerterzy — піаністка;
- 1995 — Скандал через Басі / Awantura o Basię — Таньська, бабуся Стасі Ольшаньскої;
- 2001 — Вівторок / Wtorek — старенька;
- 2002 — Хакер / Haker — дружина професора;
- 2005 — Подорож Ніни / Ninas resa — бабуся Роза;
- 2006 — Сатана з сьомого класу / Szatan z siódmej klasy — хатня працівниця священика.

#### Акторка, режисерка та сценаристка
- 1966 — Бич Божий / Bicz Boży — Арцимовічова

#### Режисерка та сценаристка
- 1959 — Скандал через Басі / Awantura o Basię;
- 1960 — Сатана з сьомого класу / Szatan z siódmej klasy;
- 1964 — Борошно у віконці / Panienka z okienka;
- 1970 — Каблучка княгині Анни / Pierścień księżnej Anny;
- 1974 — Зачарований двір / Zaczarowane podwórko.

#### Режисерка
- 1954 — Неподалік від Варшави / Niedaleko Warszawy;
- 1962 — Комедіанти / Komedianty.

## Визнання
- 1961 — Нагорода Голови Ради міністрів ПНР за кінематографічну творчість для дітей та молоді;
- 2004 — Командорський хрест Ордена Відродження Польщі.